# Elvasia calophyllea
Elvasia calophyllea är en tvåhjärtbladig växtart som beskrevs av Dc.. Elvasia calophyllea ingår i släktet Elvasia och familjen Ochnaceae. Inga underarter finns listade i Catalogue of Life.